# الطريق الأوروبي E16
الطريق الأوروبي E16 هو طريق رئيسي بين الغرب والشرق عبر أيرلندا الشمالية واسكتلندا والنرويج والسويد.